# Entoloma hochstetteri
Entolome de Hochstetter
Espèce
Entoloma hochstetteri, l’Entolome de Hochstetter, est une espèce de champignons de la famille des Entolomataceae et qui se rencontre en Nouvelle-Zélande et en Inde. Ce petit champignon est entièrement de couleur bleue, tandis que les lames ont une teinte légèrement rougeâtre due aux spores. La coloration bleue est due à la présence de trois pigments de type azulène. Entoloma hochstetteri n'est pas comestible, mais on ne sait pas s'il est ou non toxique.

## Description
Entoloma hochstetteri montre des basidiomes épigés parmi les mousses ou dans la litière de feuilles. Le chapeau peut atteindre jusqu'à 4 cm de diamètre et de forme conique. Le chapeau est conique, fibreux, d'une belle couleur bleu indigo avec souvent une nuance verdâtre. Le bord du chapeau est strié et roulé vers l'intérieur. L'attache des lames au pied est adnée ou échancrée, les lames sont larges, de 3–5 mm, subconcolore au chapeau, parfois avec une teinte jaune. Le stipe est cylindrique, pouvant atteindre 5 cm de longueur pour 0,5 cm de diamètre, fibreux. La sporée est rouge rose. Les spores mesurent 9,9-13,2 sur 11,8-13,2 µm, tétraédriques, hyalines, lisses et à parois minces. Les basides font 35,2-44,2 sur 8,8-13,2 µm, sont en forme de massue, hyalines et ont deux ou quatre stérigmates.

## Distribution et répartition géographique
E. hochstetteri pousse dans les forêts des régions occidentales à la fois des îles du Nord et du Sud de la Nouvelle-Zélande, où il est associé aux espèces Nothofagus et Podocarpus. Il a également été trouvé en Inde.

## Divers
Cette espèce a été l'un des six champignons indigènes émis dans une série de timbres sur les champignons en Nouvelle-Zélande en 2002. On le voit également au verso du billet de 50 $ émis par la Banque de Nouvelle-Zélande en 1990.

## Systématique
Le nom correct complet (avec auteur) de ce taxon est Entoloma hochstetteri (Reichardt) G. Stev., 1962.
L'espèce a été décrite sous le basionyme Cortinarius hochstetteri en 1866 par le botaniste autrichien Heinrich Wilhelm Reichardt (d)  (1835-1885), avant d'être versée dans le genre Entoloma en 1962 par la mycologue néozélandaises Greta Barbara Stevenson (d) (1911-1990). Il est dédié au naturaliste allemand Ferdinand von Hochstetter (1829-1884).
Entoloma hochstetteri a pour synonyme :
- Cortinarius hochstetteri Reichardt, 1866